# William J. Sparks
William Joseph Sparks (26 février 1904 - 23 octobre 1976) est chimiste chez Exxon. Il participe au développement du caoutchouc butyle,.
Sparks est président de l'American Chemical Society en 1966 et président de la Division de la chimie et de la technologie du National Research Council de juillet 1953 à juin 1955. Il est titulaire de 145 brevets. Sparks est intronisé à titre posthume au Temple de la renommée des inventeurs américains au printemps 2016.